# キース・ホームズ
キース・ホームズ（Keith Holmes、1969年3月30日 - ）は、アメリカ合衆国の男性プロボクサー。ワシントンD.C.出身。元WBC世界ミドル級王者。

## 来歴
1989年10月26日、プロデビュー。
1994年9月23日、USBA全米スーパーウェルター級王座決定戦でアンドリュー・カウンシル（アメリカ）と対戦し、判定勝ちで王座を獲得した。
1996年3月16日、WBC世界ミドル級王者クインシー・テイラー（アメリカ）に挑戦し、9回TKO勝ちで世界王座を獲得した。
1996年10月19日、リッチー・ウッドホール（イングランド）と対戦し、12回TKO勝ちで初防衛に成功した。
1997年12月5日、ポール・バーデン（アメリカ）と対戦し、11回TKO勝ちで2度目の防衛に成功した。
1998年5月2日、3度目の防衛戦でアッシン・シェリフィー（フランス）と対戦し、0-3の判定負けで王座から陥落した。
1999年4月24日、アッシン・シェリフィーと再戦し、7回TKO勝ちで王座に返り咲いた。同王座は2度の防衛に成功した。
2001年4月14日、IBF世界ミドル級王者バーナード・ホプキンス（アメリカ）と王座統一戦で対戦し、0-3の大差判定負けで王座から陥落した。
2005年4月2日、IBF世界スーパーウェルター級王座挑戦者決定戦でローマン・カルマジン（ロシア）と対戦し、0-2の判定負け。

## 獲得タイトル
- WBC世界ミドル級王座（防衛2度）
- WBC世界ミドル級王座（防衛2度）